# Jacob Kramers

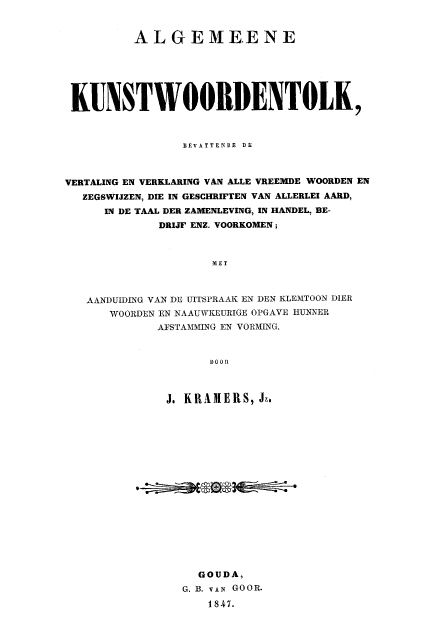
Titelblad van de Algemeene Kunstwoordentolk (1847)

Jacob Kramers Jzn (Dordrecht, 28 september 1802 – Gouda, april 1869) was een Nederlandse lexicograaf en naamgever van de Kramers' woordenboeken.

## Leven en werk
Kramers was een zoon van Jan Kramers en Geertrui Schouten. Hij werd opgeleid als onderwijzer. Hij stond voor de klas in Vreeswijk en was in de jaren dertig van de 19e eeuw institeur (kostschoolhouder) in Schoonhoven. In die tijd publiceerde hij een aantal gelegenheidsgedichtjes. In 1847 ging hij werken voor de dan nog jonge uitgeverij van G.B. van Goor in Gouda. In datzelfde jaar verscheen zijn eerste boek Algemeene Kunstwoordentolk. Kramers was twintig jaar bij Van Goor in dienst en stelde meerdere woordenboeken samen. 
Kramers werkte in 1869 aan een technologisch woordenboek dat in vier talen zou verschijnen. Eind april van dat jaar werd hij vermist. Een aantal dagen later, op de 26e april, werd zijn lichaam uit de gracht langs de Kattensingel, vlak bij zijn huis, gevist. Kramers is 66 jaar geworden. Ook na zijn dood bleef de uitgever de woordenboeken van Kramer als Kramers' woordenboeken uitgeven.

## Publicaties
- 1847 Algemeene kunstwoordentolk
- 1848 Kramers' woordentolk verkort. Bevattende de vertaling en verklaring van vele duizenden vreemde woorden, waarvan de kennis voor den ambtenaar, koopman, fabrikant, kunstenaar, dagbladlezer, enz. van dagelijksche behoefte is
- 1849 Geographisch statistisch historisch woordenboek
- 1855 Geographisch woordenboek der geheele aarde
- 1857 Kramers nouveau dictionnaire de poche. Français-Néerlandais et Néerlandais-Français
- 1859 A new pocket-dictionary of the English and Dutch and Dutch and English languages
- 1859 Nouveau Dictionnaire Français-Hollandais
- 1862 Nouveau Dictionnaire Français-Hollandais
- 1862? Nieuw Nederlandsch-Fransch woordenboek
- ? Kramers' Duitsch woordenboek